# Drogi krajowe w Polsce
Drogi krajowe w Polsce – główna sieć dróg kołowych w Polsce, stanowiąca zarazem najwyższą z kategorii dróg publicznych, umożliwiająca krajową i międzynarodową komunikację kołową pomiędzy dużymi miastami oraz ogólnodostępnymi przejściami granicznymi, rekomendowana do ruchu długodystansowego i tranzytowego. Obejmuje również autostrady i drogi ekspresowe.
Od 1 kwietnia 2002 system dróg krajowych w Polsce podlega Generalnej Dyrekcji Dróg Krajowych i Autostrad (GDDKiA). Wyjątkiem są drogi krajowe, zlokalizowane w granicach miast na prawach powiatu, którymi - z wyłączeniem autostrad i dróg ekspresowych - zarządzają samorządy miejskie (prezydenci miast). Obecna numeracja ewidencyjna dróg krajowych obowiązuje – z drobnymi zmianami – od 9 maja 2001. Polskie drogi krajowe numeruje się białymi cyframi na czerwonym tle (znak E-15a). Drogowskazy na drogach krajowych (oprócz autostrad) mają zielone tło. Od 1 stycznia 2020 na terytorium Polski funkcjonuje 96 dróg krajowych, ponumerowanych od 1 do 68 oraz od 70 do 97. Najdłuższą z nich jest DK 8 (relacji Budzisko – Kudowa-Zdrój) licząca 840 km, zaś najkrótszą – DK 96 mierząca 1,5 km. Przed 2014 r. najkrótszą drogą krajową była DK 85 o długości 4,774 km.
Drogi o przebiegu zbliżonym do południkowego mają co do zasady numery nieparzyste, a drogi o przebiegu równoleżnikowym – parzyste. Najważniejsze szlaki tranzytowe otrzymują najniższe numery (np. drogi nr 1 i nr 2, krzyżujące się w centrum kraju). Autostrady i drogi ekspresowe budowane są równolegle do najważniejszych dróg krajowych, a dotychczasowy numer drogi krajowej otrzymuje autostrada lub droga ekspresowa (poprzedzony literą A lub S), natomiast pierwotna droga krajowa:
- zachowuje kategorię drogi krajowej, lecz otrzymuje nowy numer ewidencyjny zwiększony o 90 w stosunku do wcześniejszego numeru ewidencyjnego
- otrzymuje nową kategorię – drogi wojewódzkiej, drogi powiatowej lub drogi gminnej i nowy numer ewidencyjny właściwy dla tej kategorii.

Drogom krajowym w Polsce nadaje się jedną z czterech możliwych klas: A (autostrada), S (droga ekspresowa), GP (droga główna ruchu przyspieszonego) lub G (droga główna).
Według stanu na 31 grudnia 2024 sieć dróg krajowych w Polsce wynosiła 19 341,8 km, z czego 17 821,6 km były zarządzane przez GDDKiA.

## Historia dróg krajowych
Na przestrzeni lat drogi krajowe posiadały różne określenia oraz zmianom ulegała wielkość sieci.
15 stycznia 1921, na mocy Ustawy z 10 grudnia 1920 r. o budowie i utrzymaniu dróg publicznych, wprowadzono drogi państwowe. Stanowiły one najważniejszą kategorię dróg publicznych, mającą znaczenie ogólnopaństwowe. Podzielone były na trzy kategorie:
- kategoria I – drogi łączące Warszawę z granicą państwa oraz kresami; całkowita długość (z odnogami): 4503 km,
- kategoria II – drogi o przebiegu północ–południe; całkowita długość (z odnogami): 2670 km,
- kategoria III – drogi o przebiegu wschód–zachód; całkowita długość (z odnogami): 3327 km.

Łączna długość ówczesnych dróg państwowych wynosiła 10 500 km.
Po II wojnie światowej sieć dróg państwowych uległa zmianie. W 1952 r. nadano nowe oznaczenia, które z późniejszymi zmianami obowiązywały do 14 lutego 1986. Numeracja dróg państwowych była częściowo usystematyzowana – drogi o niższych numerach (10–19) rozpoczynały swój przebieg w Warszawie lub jej okolicach:
- droga nr 10 (E81): Warszawa – Płońsk – Mława – Olsztynek – Ostróda – Elbląg – Gdańsk
- droga nr 11: Warszawa – Legionowo – Pułtusk – Ostrołęka – Łomża – Augustów – Suwałki – granica państwa
- droga nr 12 (E12): Warszawa – Radzymin – Wyszków – Ostrów Mazowiecka – Zambrów – Białystok – Bobrowniki
- droga nr 13 (E8): Warszawa – Zakręt – Mińsk Mazowiecki – Siedlce – Międzyrzec Podlaski – Biała Podlaska – Terespol – granica państwa (przejście graniczne)
- droga nr 14 (E81): Zakręt – Garwolin – Kurów – Lublin – Piaski – Krasnystaw – Zamość – Tomaszów Lubelski – Hrebenne – granica państwa
- droga nr 15: Warszawa – Janki – Grójec – Radom – Skarżysko-Kamienna – Kielce – Jędrzejów – Kraków – Myślenice – Rabka – Nowy Targ – Zakopane
- droga nr 16 (E82): Warszawa – Janki – Mszczonów – Tomaszów Mazowiecki – Piotrków Trybunalski – Radomsko – Częstochowa – Będzin – Sosnowiec – Katowice – Mikołów – Żory – Cieszyn
- droga nr 17 (E8): Warszawa – Sochaczew – Łowicz – Kutno – Krośniewice – Koło – Konin – Września – Poznań – Pniewy – Skwierzyna
- droga nr 18 (E12): Łowicz – Głowno – Łódź – Pabianice – Zduńska Wola – Sieradz – Złoczew – Kępno – Oleśnica – Wrocław – Ząbkowice Śląskie – Kłodzko – Kudowa-Zdrój – granica państwa (przejście graniczne)
- droga nr 19: Płońsk – Sierpc – Lipno – Toruń – Bydgoszcz – Nakło nad Notecią – Piła – Wałcz – Stargard Szczeciński – Szczecin

W 1968 na drogach państwowych pokrywających się z trasami europejskimi zaprzestano stosowania oznakowania krajowej numeracji trasy.
1 października 1985 pojęcie „drogi państwowe” zastąpiono pojęciem „drogi krajowe”, a w grudniu 1985 r. opracowano reformę sieci drogowej. Niektóre z wprowadzonych 14 lutego 1986 numerów dróg krajowych mają do dziś niezmieniony przebieg. 1 stycznia 1999 zaczął obowiązywać podział na numery jedno-, dwu-, trzy- i pięciocyfrowe. Najwyższy z nich dotyczył drogi krajowej nr 48143 Frampol – Gorajec – Szczebrzeszyn (obecnie droga nr 74). W 2000 r. ponownie dokonano reformy sieci drogowej – opracowano nowy przebieg dróg krajowych, z których trasy mające oznaczenia jedno- i dwucyfrowe zachowały kategorię, zaś trzycyfrowe przeklasyfikowano na drogi wojewódzkie oraz zniesiono pięciocyfrowe.
W sierpniu 2024 roku Generalna Dyrekcja Dróg Krajowych i Autostrad wysłała do publikacji w Dzienniku Urzędowym Unii Europejskiej ogłoszenie o przetargu na zaprojektowanie i zbudowanie nowej drogi krajowej, która ma połączyć drogę ekspresową S6 z planowaną elektrownią jądrową Lubiatowo-Kopalino. Trasa ma być na całej długości jednojezdniowa oraz mieć parametry klasy GP.

## Klasyfikacja
Do dróg krajowych zgodnie z Ustawą o drogach publicznych zalicza się:
1. autostrady i drogi ekspresowe oraz drogi leżące w ich ciągach do czasu wybudowania autostrad i dróg ekspresowych;
2. drogi międzynarodowe;
3. drogi stanowiące inne połączenia zapewniające spójność sieci dróg krajowych;
4. drogi dojazdowe do ogólnodostępnych przejść granicznych obsługujących ruch osobowy i towarowy bez ograniczeń ciężaru całkowitego pojazdów (zespołu pojazdów) lub wyłącznie ruch towarowy bez ograniczeń ciężaru całkowitego pojazdów (zespołu pojazdów);
5. drogi alternatywne dla autostrad płatnych;
6. drogi stanowiące ciągi obwodnicowe dużych aglomeracji miejskich.

## Wykaz dróg krajowych
Podany niżej wykaz dróg jest zgodny z Zarządzeniem Nr 6 Generalnego Dyrektora Dróg Krajowych i Autostrad z dnia 1 kwietnia 2025 r. w sprawie nadania numerów drogom krajowym:
| Numer | Przebieg |
| ----- | --- |
| DK1   | 6 (Pruszcz Gdański) – Grudziądz – Toruń – Włocławek – Łódź – Piotrków Trybunalski – Częstochowa – Pyrzowice – Piekary Śląskie – Bytom – Gliwice – Żory – Gorzyczki – granica państwa Pyrzowice (węzeł „Pyrzowice”) – Podwarpie (węzeł „Podwarpie”) – Dąbrowa Górnicza – Tychy – Bielsko-Biała – Żywiec – Laliki – Zwardoń – granica państwa                   |
| DK2   | granica państwa – Świecko – Rzepin – Poznań – Konin – Łódź – Warszawa – Mińsk Mazowiecki – Siedlce – Międzyrzec Podlaski – Biała Podlaska – Terespol – granica państwa |
| DK3   | Świnoujście – Szczecin – Goleniów – Gorzów Wielkopolski – Zielona Góra – Lubin – Legnica – Bolków (węzeł „Bolków”) – Kamienna Góra – Lubawka – granica państwa |
| DK4   | granica państwa – Jędrzychowice – węzeł „Zgorzelec” – Krzyżowa – Wrocław – Prądy – Nogowczyce – Gliwice – Katowice – Chrzanów – Kraków – Tarnów – Dębica – Rzeszów – Jarosław – Radymno – Korczowa – granica państwa |
| DK5   | 1 (węzeł „Nowe Marzy”) – Świecie – Bydgoszcz – Gniezno – Poznań (węzeł „Poznań Wschód” – węzeł „Poznań Zachód”) – Leszno – Wrocław – Kostomłoty – Dobromierz – Bolków – Jelenia Góra – Jakuszyce – granica państwa 7 (węzeł „Ostróda Południe”) – 16 (Wirwajdy)                                                                                               |
| DK6   | granica państwa – Kołbaskowo – Szczecin – Goleniów – Płoty – Kołobrzeg – Koszalin – Karwice – Słupsk – Lębork – Szemud – Gdynia – Gdańsk – Straszyn – Łęgowo |
| DK7   | Gdynia (skrzyżowanie z ul. Morską) – 6 (węzeł „Gdynia Wielki Kack”) – … – 20 (Żukowo) – Gdańsk – Elbląg – Ostróda – Olsztynek – Płońsk – Warszawa – Lesznowola – Grójec – Radom – Kielce – Kraków – Myślenice – Rabka-Zdrój – Chyżne – granica państwa Kraków (węzeł „Kraków Nowa Huta” – węzeł „Kraków Bieżanów”)                                            |
| DK8   | granica państwa – Kudowa-Zdrój – Kłodzko – Ząbkowice Śląskie – Wrocław – Oleśnica – Syców – Kępno – Złoczew – Sieradz – 1 (węzeł „Łódź Południe”) – Piotrków Trybunalski – Rawa Mazowiecka – Warszawa – Radzymin – Wyszków – Ostrów Mazowiecka – Zambrów – Białystok – Korycin – Augustów – Raczki (węzeł „Raczki”)                                           |
| DK9   | Radom – Iłża – Ostrowiec Świętokrzyski – Opatów – Lipnik – Klimontów – Łoniów – Nagnajów – Kolbuszowa – Głogów Małopolski – Rzeszów (węzeł „Rzeszów Północ”) |
| DK10  | granica państwa – Lubieszyn – Szczecin – Stargard – Wałcz – Piła – 5 (węzeł „Bydgoszcz Zachód” – węzeł „Bydgoszcz Błonie”) – Wypaleniska – Przyłubie – Toruń – Lipno – Sierpc – Drobin – Płońsk |
| DK11  | Kołobrzeg – 6 (węzeł „Kołobrzeg Wschód”) – Koszalin – Bobolice – Szczecinek – Podgaje – Piła – Ujście – Chodzież – Oborniki – Poznań – Kórnik – Jarocin – Pleszew – Ostrów Wielkopolski – Ostrzeszów – Kępno – Kluczbork – Lubliniec – Tworóg – Bytom |
| DK12  | granica państwa – Łęknica – Żary – Żagań – Szprotawa – Przemków – Radwanice – 3 (Drożów) – Głogów – Szlichtyngowa – Wschowa – Leszno – Gostyń – Jarocin – Pleszew – Kalisz – Błaszki – Sieradz – Łask – Rzgów – Piotrków Trybunalski – Sulejów – Opoczno – Przysucha – Radom – Zwoleń – Puławy – Kurów – Lublin – Piaski – Chełm – Dorohusk – granica państwa |
| DK13  | Szczecin – Kołbaskowo – Rosówek – granica państwa |
| DK14  | 92 (Łowicz) – 2 (węzeł „Stryków” – węzeł „Emilia”) – Zgierz – Łódź – Dobroń – 8 (węzeł „Róża”) 2 (węzeł „Stryków”) – Łódź – 14 (węzeł „Łódź Lublinek”) |
| DK15  | Trzebnica – Milicz – Krotoszyn – Jarocin – Miąskowo – Miłosław – Września – Gniezno – … – Trzemeszno – Wylatowo – Strzelno – Inowrocław – Toruń – Brodnica – Lubawa – 5 (węzeł „Ostróda Zachód”) |
| DK16  | 91 (Dolna Grupa) – Grudziądz – Iława – 5 (Wirwajdy) – … – 7 (węzeł „Ostróda Południe”) – Olsztyn – Mrągowo – Ełk – Augustów – Pomorze – Poćkuny – Ogrodniki – granica państwa |
| DK17  | Warszawa (Zakręt) – Garwolin – Ryki – Kurów – Lublin – Piaski – Krasnystaw – Zamość – Tomaszów Lubelski – Hrebenne – granica państwa |
| DK18  | granica państwa – Olszyna – Golnice – Krzyżowa |
| DK19  | granica państwa – Kuźnica – Białystok – Siemiatycze – Międzyrzec Podlaski – Kock – Lubartów – Lublin – Kraśnik – Janów Lubelski – Nisko – Sokołów Małopolski – Rzeszów – Babica – Lutcza – Domaradz – Miejsce Piastowe – Dukla – Barwinek – granica państwa Świlcza (węzeł „Świlcza”) – Kielanówka (węzeł „Rzeszów Południe”)                                 |
| DK20  | 10 (węzeł „Stargard Wschód”) – Stargard – Chociwel – Węgorzyno – Drawsko Pomorskie – Czaplinek – Szczecinek – Biały Bór – Miastko – Bytów – Kościerzyna – Żukowo – 6 (węzeł „Chwaszczyno”) |
| DK21  | Miastko – Suchorze – Słupsk – Ustka |
| DK22  | granica państwa – Kostrzyn – Wałdowice – Gorzów Wielkopolski – Wałcz – Człuchów – Chojnice – Starogard Gdański – Czarlin – Malbork – Stare Pole – Elbląg – Chruściel – Grzechotki – granica państwa |
| DK23  | Myślibórz – Dębno – Sarbinowo |
| DK24  | Pniewy – Gorzyń – Skwierzyna – Wałdowice |
| DK25  | Bobolice – Biały Bór – Człuchów – Sępólno Krajeńskie – Koronowo – Bydgoszcz (węzeł „Bydgoszcz Opławiec” – węzeł „Bydgoszcz Południe”) – Inowrocław – Strzelno – Ślesin – Konin – Kalisz – Ostrów Wielkopolski – Antonin – 8 (węzeł „Oleśnica Północ”) |
| DK26  | granica państwa – Krajnik Dolny – Chojna – Myślibórz – 3 (węzeł „Myślibórz”) |
| DK27  | granica państwa – Przewóz – Żary – Zielona Góra |
| DK28  | 44 (Zator) – Wadowice – Rabka-Zdrój – Limanowa – Nowy Sącz – Gorlice – Jasło – Krosno – Sanok – Kuźmina – Bircza – Przemyśl – Medyka – granica państwa |
| DK29  | granica państwa – Słubice – 32 (Krosno Odrzańskie) |
| DK30  | 4 (węzeł „Zgorzelec”) – Lubań – Gryfów Śląski – Pasiecznik – Jelenia Góra |
| DK31  | Szczecin – Chojna – Sarbinowo – Kostrzyn – Słubice |
| DK32  | granica państwa – Gubinek – Połupin – Zielona Góra – Sulechów – Wolsztyn – 5 (węzeł „Stęszew”) |
| DK33  | Kłodzko – Międzylesie – Boboszów – granica państwa |
| DK34  | Świebodzice – Dobromierz |
| DK35  | granica państwa – Golińsk – Mieroszów – Wałbrzych – Świebodzice – Świdnica – droga 4 (węzeł „Bielany Wrocławskie”) |
| DK36  | Prochowice – Lubin – Ścinawa – Wińsko – Załęcze – Rawicz – Krotoszyn – Ostrów Wielkopolski – 11 (węzeł „Ostrów Wlkp. Północ”) |
| DK37  | Darłowo – 6 (Karwice) |
| DK38  | granica państwa – Pietrowice – Głubczyce – 45 (Reńska Wieś) |
| DK39  | Łagiewniki – Strzelin – Biedrzychów – Owczary – Brzeg – Namysłów – Baranów |
| DK40  | granica państwa – Głuchołazy – Prudnik – Kędzierzyn-Koźle – Pyskowice |
| DK41  | 46 (Nysa) – Prudnik – Trzebina – granica państwa |
| DK42  | Namysłów – Kluczbork – Praszka – Rudniki – Działoszyn – Pajęczno – Nowa Brzeźnica – Radomsko – Przedbórz – Ruda Maleniecka – Końskie – Skarżysko-Kamienna – Rudnik |
| DK43  | 45 (Wieluń) – Rudniki – Kłobuck – Częstochowa – 1 (węzeł „Częstochowa Jasna Góra”) |
| DK44  | Gliwice – Mikołów – Tychy – Oświęcim – Zator – Skawina – 4 (Kraków) |
| DK45  | 78 (Zabełków) – Krzyżanowice – Racibórz – Krapkowice – Opole – Kluczbork – Praszka – Wieluń – 8 (węzeł „Złoczew”) |
| DK46  | 33 (Kłodzko) – Nysa – Opole – Ozimek – Lubliniec – Blachownia – Częstochowa – Janów – Szczekociny |
| DK47  | 7 (węzeł „Zabornia”) – Rabka-Zdrój – Nowy Targ – Zakopane |
| DK48  | 8 (węzeł „Tomaszów Maz. Północ”) – Tomaszów Mazowiecki – Inowłódz – Potworów – Białobrzegi – Głowaczów – Kozienice – Dęblin – Moszczanka – 19 (węzeł „Kock Północ”) |
| DK49  | 47 (Nowy Targ) – Czarna Góra – Jurgów – granica państwa |
| DK50  | Ciechanów – Płońsk – Wyszogród – Sochaczew – Mszczonów – Grójec – Góra Kalwaria – Kołbiel – Mińsk Mazowiecki – Łochów – Ostrów Mazowiecka |
| DK51  | granica państwa – Bezledy – Bartoszyce – Lidzbark Warmiński – Dobre Miasto – Olsztyn – Olsztynek |
| DK52  | granica państwa – Cieszyn – Bielsko-Biała – Kęty – Wadowice – Głogoczów – Kraków – 79 (węzeł „Modlniczka”) – Mistrzejowice |
| DK53  | 16 (węzeł „Olsztyn Pieczewo”) – Szczytno – Rozogi – Myszyniec – Ostrołęka – 60 (Różan) |
| DK54  | Chruściel – Braniewo – Gronowo – granica państwa |
| DK55  | 7 (węzeł „Żuławy Wschód”) – Malbork – Kwidzyn – Grudziądz – Stolno |
| DK56  | 25 (Koronowo) – 5 (węzeł „Trzeciewiec”) |
| DK57  | Bartoszyce – Biskupiec – Szczytno – Przasnysz – Maków Mazowiecki – Pułtusk |
| DK58  | Olsztynek – Zgniłocha – Jedwabno – Szczytno – Babięta – Ruciane-Nida – Pisz – Biała Piska – 61 (Szczuczyn) |
| DK59  | Giżycko – Ryn – Mrągowo – Nawiady – Rozogi |
| DK60  | 91 (Topola Królewska) – Kutno – Gostynin – Płock – Drobin – Glinojeck – Ciechanów – Maków Mazowiecki – Różan – Ostrów Mazowiecka |
| DK61  | Warszawa – Jabłonna – Legionowo – Serock – Różan – 8 (węzeł „Ostrów Mazowiecka Południe” – węzeł „Ostrów Mazowiecka Północ”) – Łomża – Szczuczyn – Ełk – Raczki – Suwałki – Budzisko – granica państwa |
| DK62  | Strzelno – Kobylniki – Radziejów – Brześć Kujawski – Włocławek – Nowy Duninów – Płock – Wyszogród – Nowy Dwór Mazowiecki – Pomiechówek – Serock – Wierzbica – Wyszków – Łochów – Węgrów – Sokołów Podlaski – Drohiczyn – 19 (Siemiatycze) |
| DK63  | granica państwa – Węgorzewo – Giżycko – Pisz – Kolno – Kisielnica – Łomża (węzeł „Łomża Południe”) – Stare Modzele – Zambrów – Ceranów – Sokołów Podlaski – Siedlce – Łuków – Radzyń Podlaski – Wisznice – Sławatycze – granica państwa |
| DK64  | Piątnica Poduchowna – Wizna – Jeżewo Stare |
| DK65  | granica państwa – Gołdap – Olecko – Ełk – Grajewo – Mońki – Białystok – Bobrowniki – granica państwa |
| DK66  | 8 (węzeł „Zambrów Zachód”) – 63 (Poryte-Jabłoń) – Zambrów – Wysokie Mazowieckie – Brańsk – Bielsk Podlaski – Kleszczele – Czeremcha – Połowce – granica państwa |
| DK67  | 10 (Lipno) – Włocławek |
| DK68  | granica państwa – Kukuryki – 2 (Wólka Dobryńska) |
| DK69  | (uchylony) |
| DK70  | Łowicz – Skierniewice – Huta Zawadzka |
| DK71  | Stryków – Zgierz – … – 14 (węzeł „Pabianice Północ”) – Rzgów |
| DK72  | Konin – Turek – Uniejów – Balin – Łódź – Brzeziny – Rawa Mazowiecka |
| DK73  | Wiśniówka – Kielce – Morawica – Busko-Zdrój – Szczucin – Dąbrowa Tarnowska – Tarnów – Pilzno – Jasło |
| DK74  | 8 (węzeł „Wieluń”) – Wieluń – Bełchatów – Piotrków Trybunalski – Sulejów – Żarnów – Ruda Maleniecka – Kielce – Łagów – Opatów – Ożarów – Annopol – Kraśnik – Janów Lubelski – Frampol – Gorajec – Szczebrzeszyn – Zamość – Hrubieszów – Zosin – granica państwa                                                                                               |
| DK75  | 79 (Kraków) – Niepołomice – 4 (węzeł „Targowisko”) – Brzesko – Nowy Sącz – Krzyżówka – Tylicz – Muszynka – granica państwa |
| DK76  | Wilga – Garwolin – Stoczek Łukowski – 63 (Łuków) |
| DK77  | Lipnik – Sandomierz – Stalowa Wola – Leżajsk – Tryńcza – Jarosław – Radymno – Przemyśl |
| DK78  | granica państwa – Chałupki – Wodzisław Śląski – Rybnik – Gliwice – Tarnowskie Góry – Świerklaniec – Siewierz – Zawiercie – Szczekociny – Nagłowice – Jędrzejów – Chmielnik |
| DK79  | Warszawa – Góra Kalwaria – Kozienice – Zwoleń – Sandomierz – Połaniec – Nowe Brzesko – Kraków – Trzebinia – Chrzanów – Jaworzno – Katowice – Chorzów – Bytom Warszawa (węzeł „Marynarska” – węzeł „Warszawa Lotnisko”) |
| DK80  | 5 (węzeł „Bydgoszcz Zachód”) – Bydgoszcz – Toruń – 1 (węzeł „Lubicz”) |
| DK81  | Katowice – Mikołów – Żory – Skoczów |
| DK82  | 12 (węzeł „Lublin Tatary”) – Łęczna – Cyców – Włodawa – granica państwa |
| DK83  | Turek – Dobra – Sieradz |
| DK84  | Sanok – Lesko – Ustrzyki Dolne – Krościenko – granica państwa |
| DK85  | Nowy Dwór Mazowiecki – 7 (Kazuń) |
| DK86  | Podwarpie (węzeł „Podwarpie”) – Wojkowice Kościelne – Będzin – Sosnowiec – Katowice – Tychy |
| DK87  | 75 (Nowy Sącz) – Stary Sącz – Piwniczna-Zdrój – granica państwa |
| DK88  | Strzelce Opolskie – 4 (węzeł „Strzelce Opolskie”) – 4 (węzeł „Kleszczów”) – Gliwice – Bytom |
| DK89  | Gdańsk (terminal promowy Westerplatte – 7) |
| DK90  | 91 (Jeleń) – 55 (Baldram) |
| DK91  | Gdańsk (port) – Tczew – Świecie – Toruń – Włocławek – Kowal – Krośniewice – 14 (węzeł „Emilia”) – 8 (węzeł „Róża” – węzeł „Rzgów”) – Piotrków Trybunalski – Kamieńsk – Radomsko – Kłomnice – Częstochowa – Koziegłowy – Siewierz – Podwarpie (węzeł „Podwarpie”)                                                                                              |
| DK92  | 2 (węzeł „Rzepin”) – Świebodzin – Pniewy – Poznań – Września – Słupca – Golina – Konin – Kutno – Łowicz – Sochaczew – 2 (węzeł „Warszawa Zachód”) – … – 17 (Zakręt) – Mińsk Mazowiecki – 2 (węzeł „Siedlce Południe”) |
| DK93  | granica państwa – 3 w Świnoujściu |
| DK94  | 4 (węzeł „Zgorzelec”) – Bolesławiec – Krzywa – Chojnów – Legnica – Prochowice – Wrocław – Brzeg – Opole – Strzelce Opolskie – Toszek – Pyskowice – Bytom – Będzin – Sosnowiec – Dąbrowa Górnicza – Olkusz – 52 (węzeł „Modlniczka”) – … – 4 (węzeł „Kraków Wieliczka”) – Tarnów – Rzeszów – Jarosław – Radymno – Korczowa – droga 1698R                       |
| DK95  | 55 (węzeł „Konstytucji 3 Maja”) – 1 (węzeł „Grudziądz”) |
| DK96  | 1 (węzeł „Turzno”) – 15 |
| DK97  | 4 (węzeł „Rzeszów Wschód”) – 94 (Rzeszów, ul. Lwowska) |
| DK98  | (uchylony) |

… – brak ciągłości drogi